# Ouchy

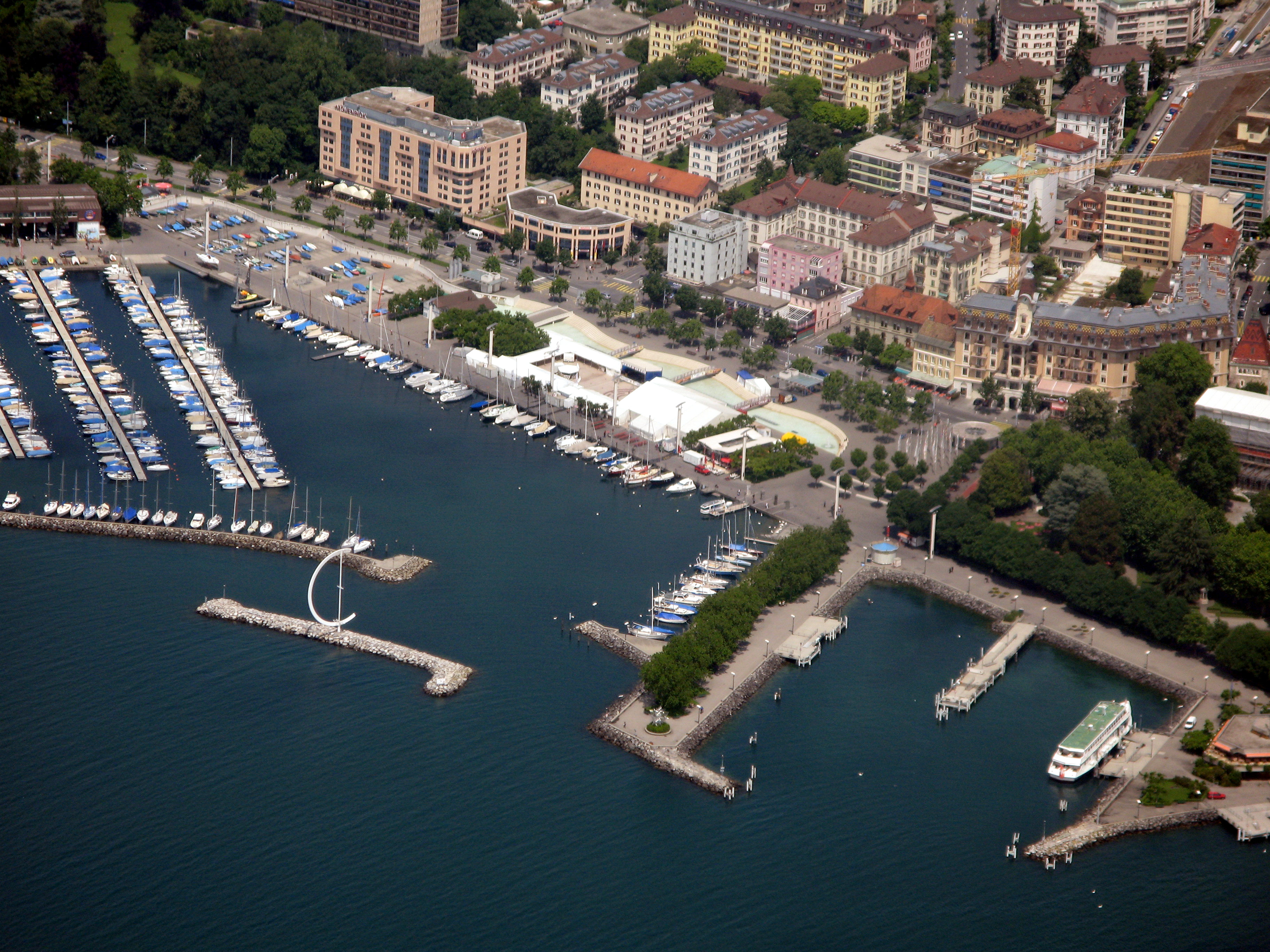
Luftansicht auf den Hafen

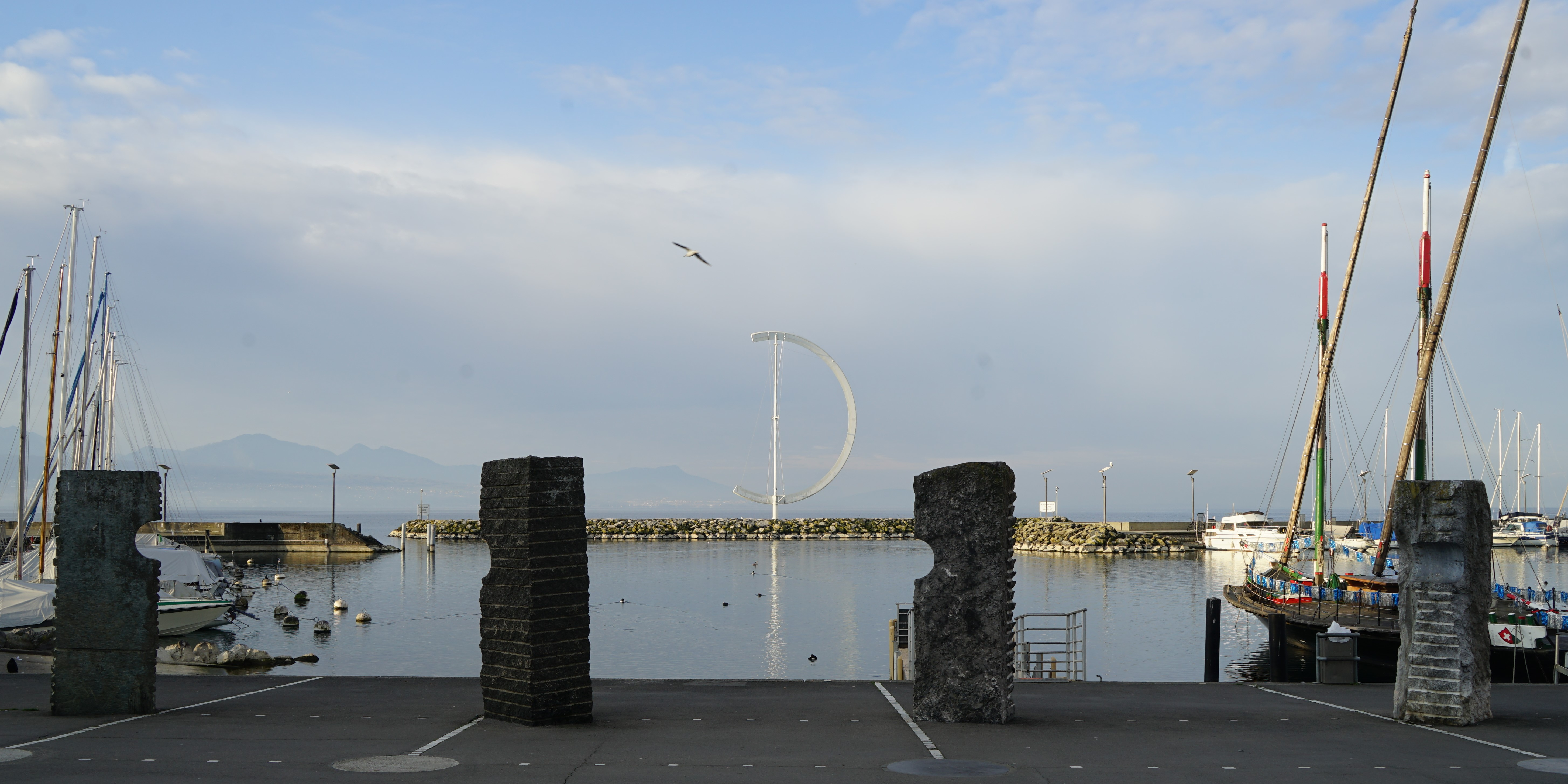
Hafen mit Éole und La Vaudoise

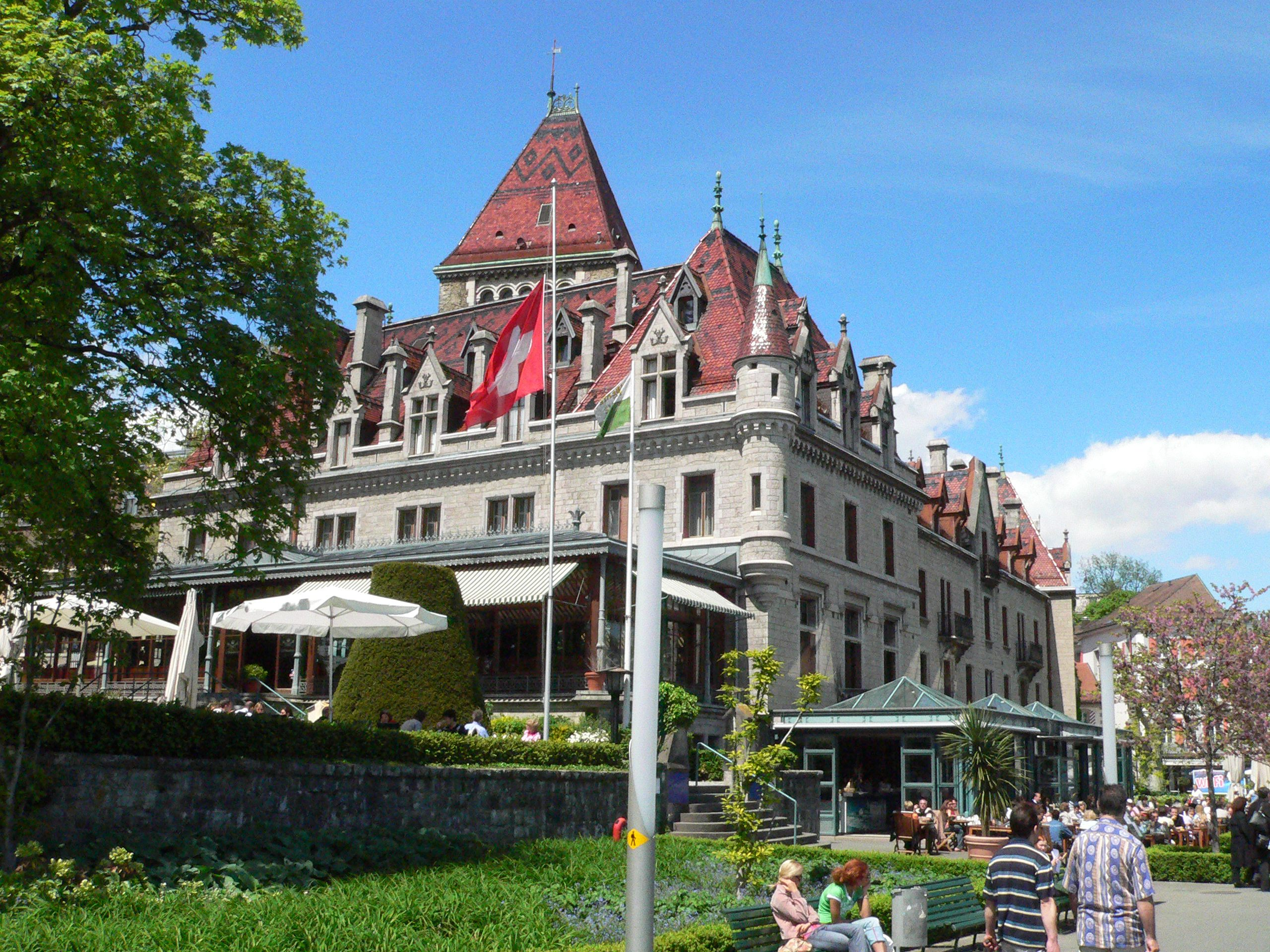
Schloss Ouchy

Ouchy ist ein Quartier im Stadtteil Sous-Gare/Ouchy der Schweizer Stadt Lausanne.

## Lage
Ouchy liegt im Süden von Lausanne, direkt am Ufer des Genfersees, auf 373 m ü. M. (Bahnhof). Administrativ ist Ouchy der BFS-Code 5586-006 zugeordnet.
Mit der Métro m2, der bislang einzigen vollautomatisierten U-Bahn der Schweiz, ist Ouchy seit dem 18. September 2008 mit dem Stadtzentrum verbunden – die m2 ersetzte die am 22. Januar 2006 stillgelegte Zahnradbahn Lausanne–Ouchy. Die Züge halten an der gleichnamigen U-Bahn-Station direkt am Seeufer. Dank der guten Verkehrsverbindungen der Compagnie générale de navigation sur le Lac Léman (CGN) ist die Anbindung an die umliegenden Seeanstössergemeinden, darunter auch mit dem gegenüber liegenden Évian-les-Bains in Frankreich, sichergestellt.

## Geschichte

Luftbild aus 300 m von Walter Mittelholzer (1919)

Das Stadtgebiet von Lausanne war bereits im 4. Jahrtausend vor Christus besiedelt, und Ouchy dürfte für eine erste dauerhafte Siedlung mit seiner günstigen Seelage und Hafenbucht ideal gelegen sein. Die Römer errichteten wohl um das Jahr 15 v. Chr. an der Stelle einer keltischen Siedlung im Bereich des heutigen Vidy ein Militärlager, das sie Lousanna nannten. Seit dem ersten Jahrhundert entwickelte sich am Umschlagplatz der Handelsschiffe auf der Route Wallis–Genfersee–Rhônetal ein römischer Vicus; mit 1,2 Kilometern Länge und 250 Metern Breite der grösste der Schweiz. Während der Einfälle der Alamannen wurde er wahrscheinlich um das Jahr 260 zerstört: Der Siedlungsschwerpunkt verlagerte sich auf den Hügel im Umfeld der Kathedrale und gelangte in der zweiten Hälfte des 5. Jahrhunderts unter den Einfluss der Burgunden.
Die weitere Entwicklung der kleinen Hafensiedlung bei Ouchy ist eng mit dem Bistum Lausanne und dem in der zweiten Hälfte des 12. Jahrhunderts errichteten Schloss Ouchy verbunden. Um das Jahr 1445 waren die Einwohner der Nachbargemeinden Aran, Chatagny und Grandvaux verpflichtet, am Ausbau der Befestigungen zu arbeiten und konnten im Gegenzug in der Schlossanlage Schutz finden. Nachdem die Berner das Gebiet der Waadt im Verlauf der Reformation im Jahr 1536 erobert hatten, diente Schloss Ouchy den Besatzern als Gefängnis.
Das ehemalige kleine Fischerdorf Ouchy wuchs mit dem sich ausdehnenden Lausanne bis Mitte des 19. Jahrhunderts zusammen und entwickelte sich zu dessen touristischem Zentrum. 1872 liess sich der Maler François Bocion eine Villa bauen. Am 9. Juli 1892 kam es vor Ouchy zu einer Kesselexplosion auf dem Schaufelraddampfer Mont Blanc, die auf Grund einer Fehlkonstruktion und ungenügender Wartung 26 Todesopfer forderte. Im Schloss fand am 18. Oktober 1912 die Unterzeichnung des Vertrags von Ouchy zwischen Italien und dem Osmanischen Reich statt, mit dem der Italienisch-Türkische Krieg endete. Am 24. Juli 1923 kam der Vertrag von Lausanne zustande, und von 16. Juni bis 9. Juli 1932 war Ouchy Tagungsort der Konferenz von Lausanne.

## Sehenswürdigkeiten

### Hafen und Uferpromenade
In Ouchy, dem traditionellen Hafen von Lausanne, stehen markante Hotelbauten aus dem 19. Jahrhundert, beispielsweise das Hôtel du Château d’Ouchy (1889–93) im neugotischen Stil, das Hôtel d’Angleterre (1775–79) und das Hôtel Beau-Rivage (1858–61). Zu den bekannten Besuchern zählen unter anderem die Adelsfamilie Sayn-Wittgenstein-Sayn und Richard Strauss, der hier mit Pauline Strauss-de Ahna für ein paar Jahre lebte und seine Oper Die Frau ohne Schatten beendete.
Auf dem Wellenbrecher vor dem Hafen steht die etwa 20 Meter hohe Skulptur Éole, die mit vier Monolithen auf der Place de la Navigation die Windrichtung anzeigt. Am Kai des Platzes liegt der Frachtsegler La Vaudoise.
Entlang der Uferpromenade erstrecken sich ausgedehnte Parkanlagen, wie der Parc du Denantou, mit Ruheplätzen, Skulpturen und Freizeitmöglichkeiten sowie am Quai eine neugotische Turmruine von 1830. Das Hafengebiet ist nicht nur als Naherholungsgebiet und insbesondere bei Touristen ausserordentlich beliebt, es erfreut sich auch bei Inlineskatern und verwandten Sportarten grosser Popularität.
Zu den weiteren Sehenswürdigkeiten im Hafengebiet und seiner grosszügig bemessenen Parkanlage zählen das Seebad Bellerive-Plage von 1937 und das weitläufige Gelände der Schweizerischen Landesausstellung von 1964 sowie das Olympische Museum (Musée Olympique) und das Musée de l’Elysée.

### Schloss Ouchy
Landri de Dumes (Landrich von Dornach), von 1159 bis 1179 Bischof von Lausanne, gilt als der Erbauer eines Wohnturms am damaligen Fluss namens Ouchy. Seit 1273 wird das Bischofshaus von Ouchy erwähnt, ab 1283 ein Schloss (castrum), wohl bereits eine wehrhafte Burganlage mit einer Ringmauer und Ökonomiebauten als bischöflicher Wohnsitz. Hier hatte Guillaume V. de Varax (Wilhelm von Varax), Bischof von 1462 bis 1466, seinen Wohnsitz und baute die Burganlage weiter aus, wozu auch das Bischofsgefängnis gehörte. Nach einer Brandkatastrophe im Jahr 1609 verfiel die Anlage zusehends. Jean-Jacques Mercier liess die Ruine ab 1885 als neugotisches Schloss und Hotel im heutigen Bauzustand vom Architekten Francis Isoz wiederaufbauen.

## Wirtschaft
Zu den bekannten in Ouchy ansässigen Organisationen und Firmen zählen das Hochschulinstitut für öffentliche Verwaltung, die LO Holding Lausanne-Ouchy und die Schifffahrtsgesellschaft Compagnie Générale de Navigation sur le Lac Léman (CGN), welche die Personenschifffahrt auf dem Genfersee gewährleistet.

## Persönlichkeiten
- Alfred de Glehn (* 1848; † 1936), Maschinenbau-Ingenieur
- Pegeen Vail Guggenheim (* 1925; † 1967), Malerin
- Fritz Simrock (* 1837; † 1901), deutscher Musikverleger
- Alexandre Vinet (* 1797; † 1847), reformierter Theologe und Literaturhistoriker
- Maurice Zundel (* 1897; † 1975), Schweizer Geistlicher, Theologe und Philosoph

## Galerie

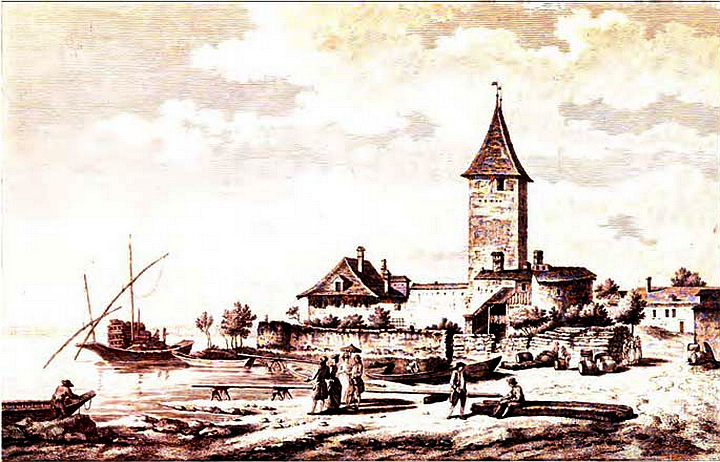
Ouchy um das Jahr 1784, Zeichnung von Jean-Benjamin de La Borde
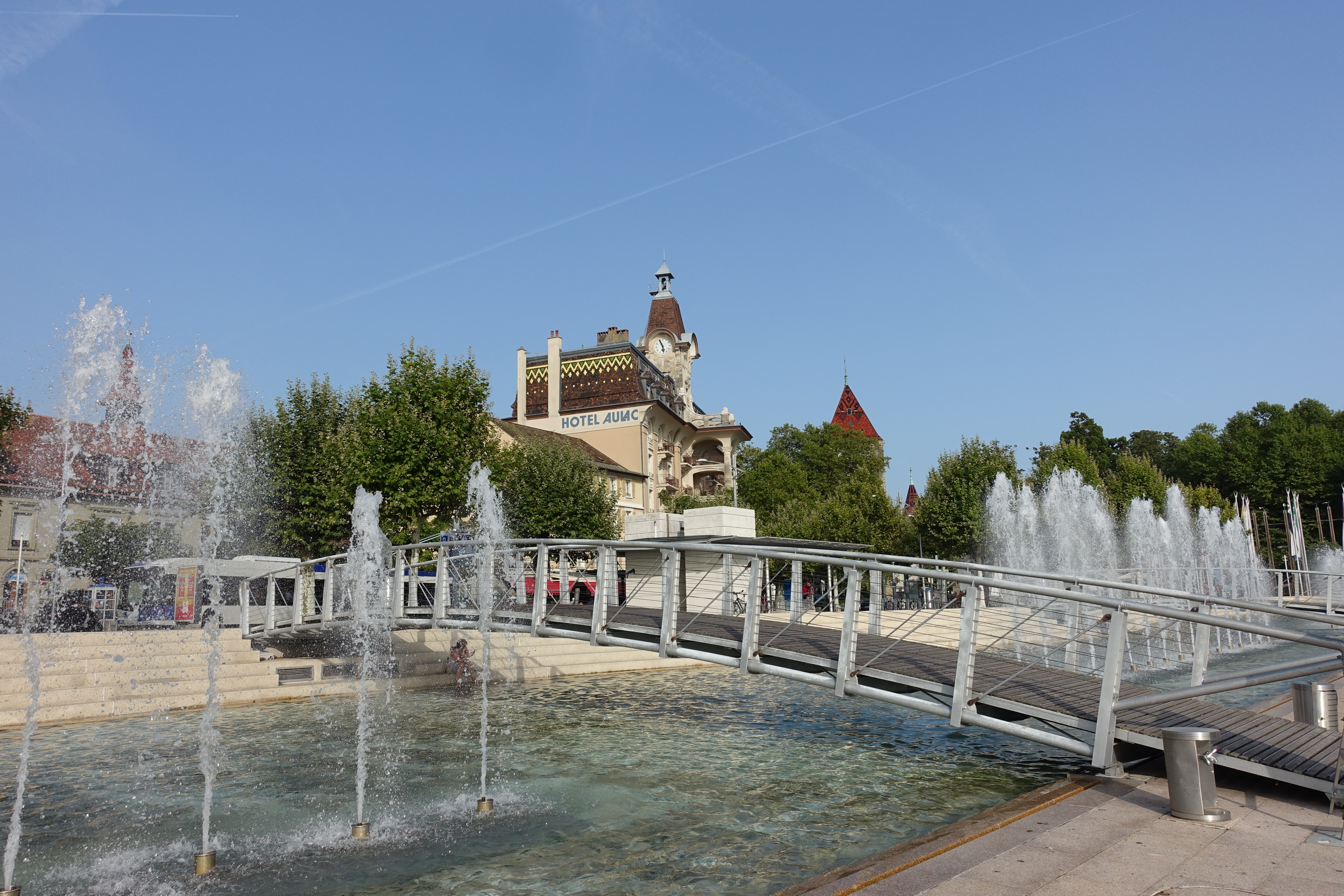
Place de la Navigation
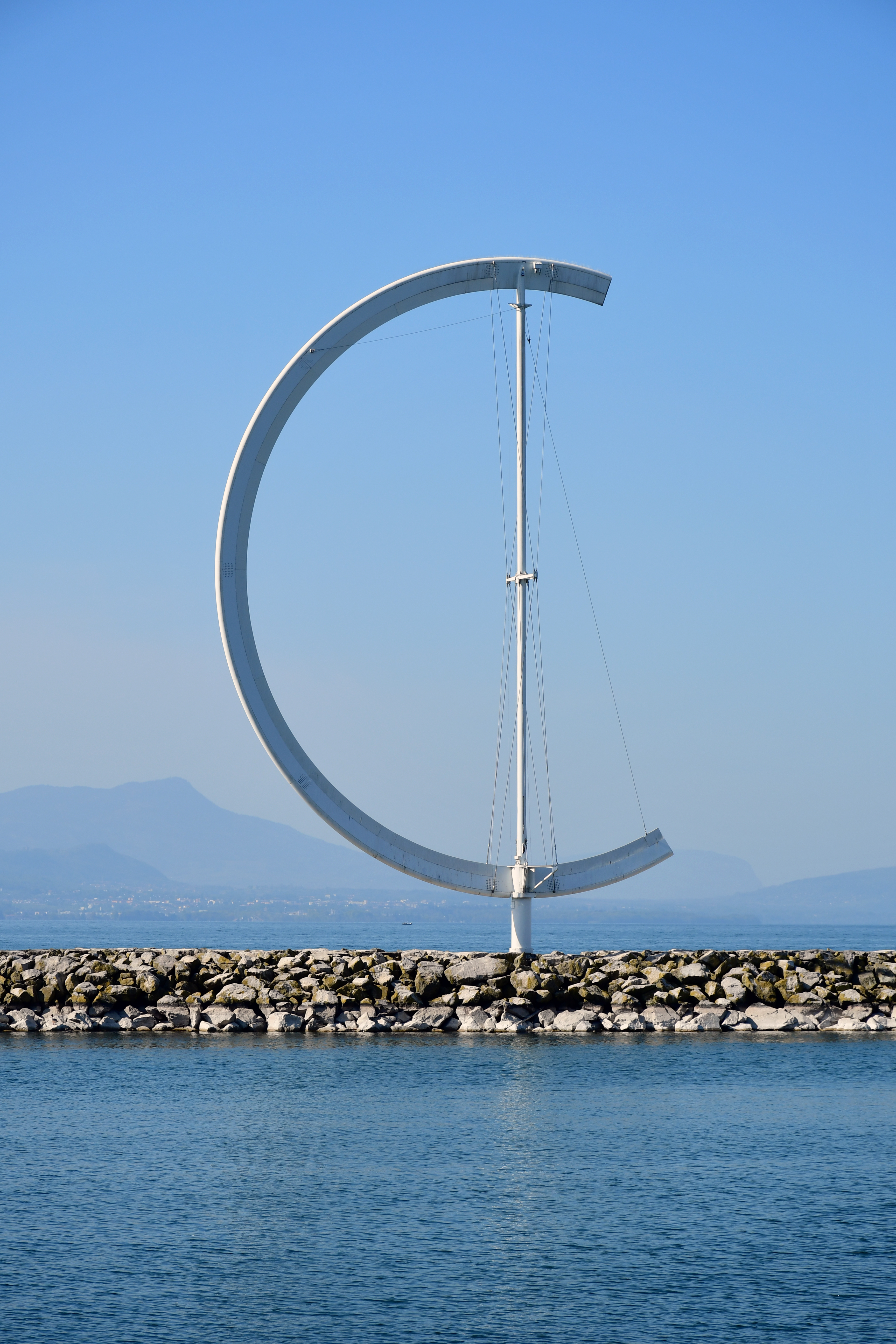
Éole
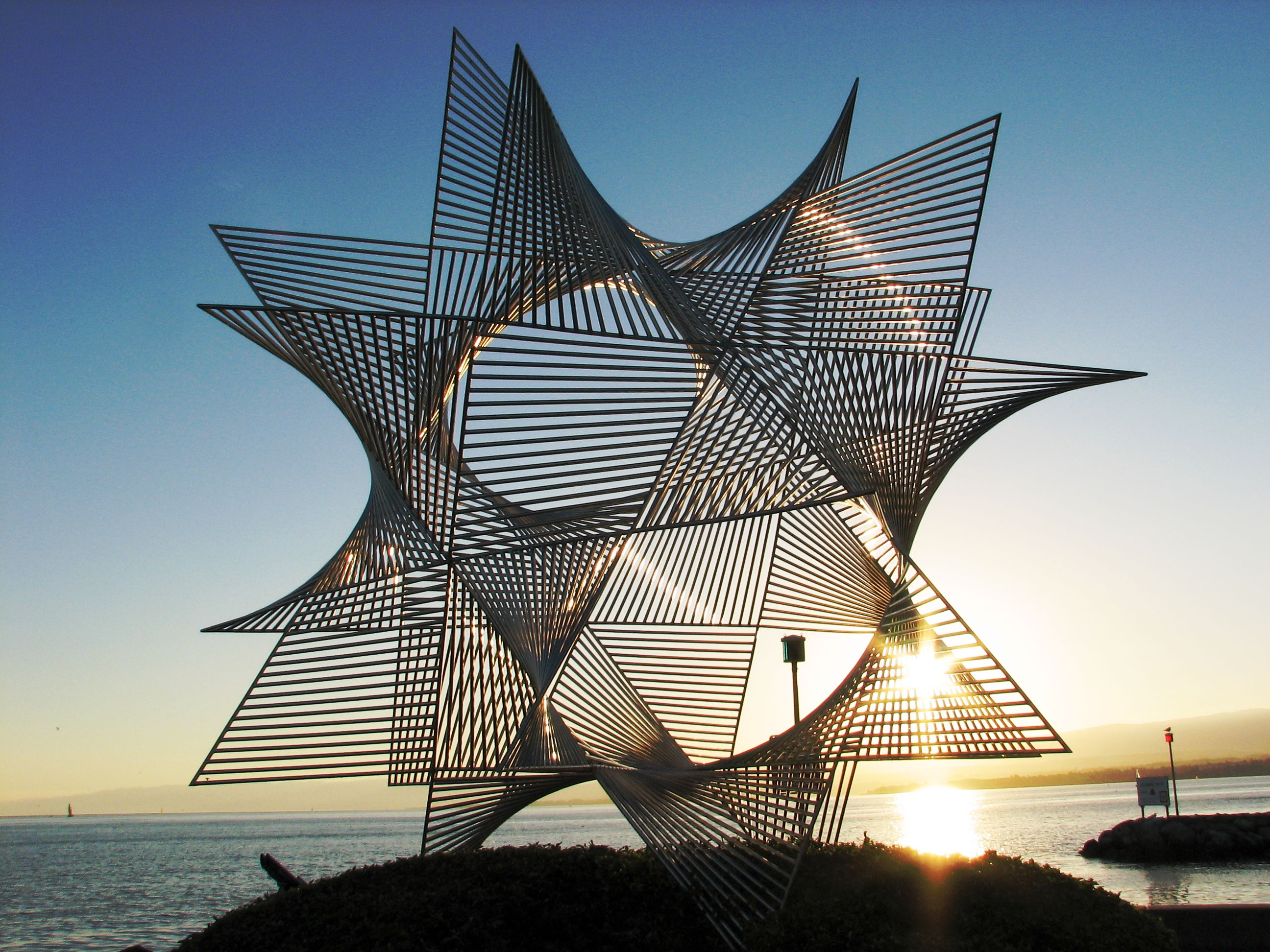
Skulptur im Hafengebiet
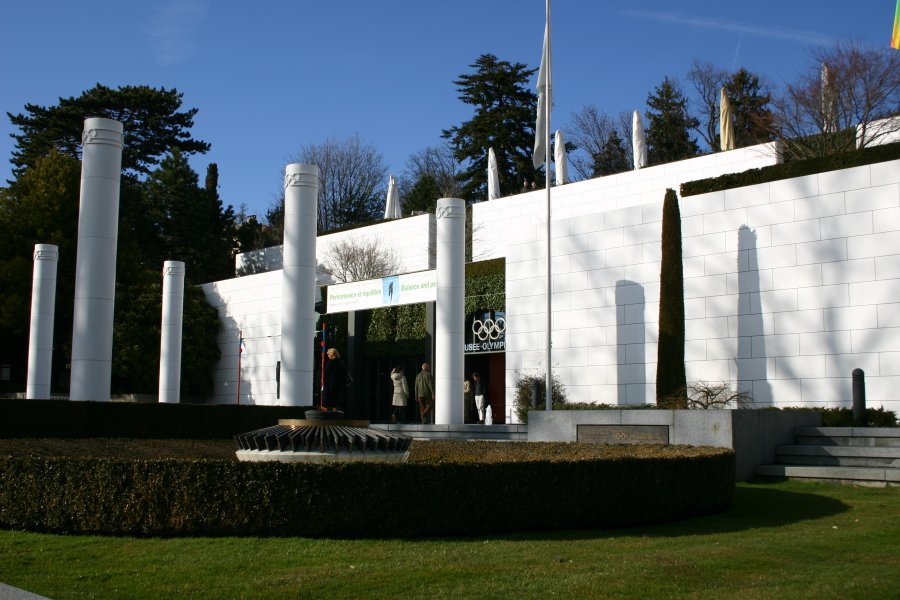
Olympisches Museum
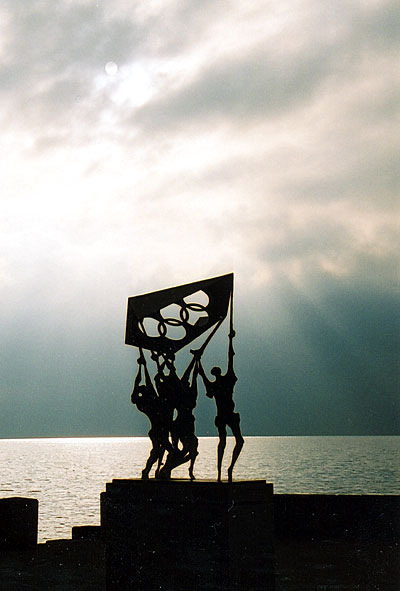
Skulptur vor dem Museum